# Zheng Zhilong
Pour les articles homonymes, voir Zheng (homonymie).
Dans ce nom chinois, le nom de famille, Zheng, précède le nom personnel.
Zheng Zhilong (chinois : 鄭芝龍, hanyu pinyin : Zhèng Zhīlóng), (1604 – 1661), né à Nan’an dans le Fujian, est un pirate marchand et amiral pour le compte de la dynastie Ming. Connu également des occidentaux sous le nom d'Iquan, ou des Chinois sous celui de Yiguan (一官), il est le père de Zheng Chenggong (Koxinga), fondateur à Taïwan de l'éphémère Royaume de Tungning.

## Histoire
Il quitte sa famille et part pour Macao à l’âge de 18 ans. À Macao il se convertit au christianisme et reçoit le nom de baptême de Nicolas Gaspard. Plus tard il travaille pour Li Dan un commerçant chinois à Nagasaki. Là bas il se marie avec une japonaise du nom de Tagawa Matsu (en). Lorsqu’en 1622 les Hollandais débarquent aux Pescadores Li Dan envoie Zheng Zhilong travailler avec eux en tant qu’interprète.[réf. nécessaire] Les Hollandais dans l'espoir de monopoliser le commerce entre la Chine et le Japon collaborent avec les pirates, Zheng Zhilong est l’un d’entre eux.
Son fils Zheng Chenggong naît en 1624, la même année Zheng délocalise ses affaires à Taïwan. Il construit 10 postes sur la côte Sud-Ouest de Taïwan, mais il est expulsé après l’arrivée des Hollandais sur l’île.[réf. nécessaire] Zheng part alors s’installer sur une île de la côte du Fujian, d’où il entretient une grande flotte de pirates le long des côtes du Japon au Viêt Nam. En 1625, après la mort de Li Dan, Zheng Zhilong devient le nouveau chef des pirates. Il lutte contre le fils de Li Dan afin de contrôler l’empire commercial de celui-ci. Il reçoit l’appui des Hollandais avec lesquels il coopère à plusieurs reprises. En 1628, l’empereur le nomme amiral (遊擊將軍), et il continue à le servir même après la chute de Pékin en 1644. En 1633, de peur que Zheng monopolise le commerce, les Hollandais alliés à d’autres pirates attaquent la flotte en construction de Zheng et la détruisent.
En 1644 les Mandchous de la dynastie Qing envahissent la Chine du Nord et s'installent sur le trône de Chine. L'année suivante ils se lancent à la conquête du reste du pays. Après la capture en juin 1645 de Nankin , capitale des loyalistes Ming (dynastie des Ming du Sud), Zheng Zhilong est nommé responsable des affaires militaires par le nouveau régent, le Prince de Tang (plus tard couronné empereur sous le nom de règne de Ming Longwu), installé à Fuzhou. Mais en 1646, Zheng Zhilong, qui avait établi une correspondance secrète avec le prince mandchou Bolo, responsable des opérations militaires au sud du fleuve Yang-tsé à partir d'avril 1646, décide de renoncer à se battre et se rend aux Mandchous. Il est néanmoins exécuté par les Qing en 1661, en punition de la résistance prolongée de son fils Zheng Chenggong (Koxinga), l'un des derniers loyalistes des Ming du Sud.